# Adrian M. Smith
Adrian M. Smith, född 19 december 1970 i Scottsbluff, Nebraska, är en amerikansk republikansk politiker. Han representerar delstaten Nebraskas tredje distrikt i USA:s representanthus sedan 2007.
Smith gick i skola i Gering High School i Gering, Nebraska. Han studerade vid Liberty University 1989–1990. Han avlade 1993 kandidatexamen vid University of Nebraska–Lincoln. Han var ledamot av Nebraska Legislature, Nebraskas lagstiftande församling, 1999–2007. Ledamöter där kallas senatorer trots att enkammarförsamlingen inte har ett särskilt överhus. Delstatens senat finns i alla andra delstater utom Nebraska.
Kongressledamoten Tom Osborne kandiderade i republikanernas primärval inför guvernörsvalet i Nebraska 2006. Han förlorade valet mot ämbetsinnehavaren Dave Heineman. Smith besegrade demokraten Scott Kleeb i mellanårsvalet i USA 2006 och efterträdde Osborne i representanthuset i januari 2007. Smith vann sedan klart mot Jay Stoddard i kongressvalet i USA 2008.
Han är gift med Andrea McDaniel och har ett barn.